# Акация чёрная
Ака́ция чёрная, или Ака́ция чёрнодре́вная (лат. Acácia melanóxylon) — вид деревьев из рода Акация (Acacia) семейства Бобовые (Fabaceae).
В природе ареал вида охватывает Австралию — штаты Виктория, Новый Южный Уэльс, Южную Австралию и остров Тасмания. Натурализовалось в Новой Зеландии, Южной Америке и ряде штатов США (Калифорния, Флорида и Гавайи).

## Ботаническое описание
Дерево высотой 18—30 м, с прямым стволом диаметром 50—90 см. Кора бурая, с серебристым налётом, трещиноватая, с продольными тёмными полосами.
|                              |
|                              |
| Сверху вниз: Листья. Семена. |

Листья дважды-парноперистые, часто заменённые филлодиями, последние широко ланцетные, с одним выпуклым и другим прямым краями, реже саблевидные, длиной 6—10,5 см, шириной 7—30 мм, кожистые, матово тёмно-зелёные, с 3—5 резко выраженными продольными коротко опушёнными жилками, на бурых черешках длиной около 5 мм, часто на верхушке филлодия дважды парноперистые и реже просто перистые листочки. Прицветники четырёхгранные, кверху расширяющиеся в булавовидную головку, покрытую тёмно-коричневыми волосками.
Соцветие — редкая кисть, содержащая 1—3 (до 6) головок диаметром 6—9 мм, на ножках длиной 5—10 мм, в пазухах филлодиев. Чашечка из 5 широких туповатых светло-жёлтых чашелистиков, сросшихся почти доверху, на верхушке густо опушённых тёмно-коричневыми волосками. Лепестки светло-жёлтые, до половины сросшиеся, с пучком тёмно-коричневых волосков на островатой верхушке. Тычинок много, с длинными нитями и светло-жёлтыми мелкими пыльниками; столбик нитевидный, толстый, превышает тычинки.
Бобы плоские, несколько скрученные, длиной 8—15 см, шириной 6—9 мм, суженные у концов, снаружи и внутри светло-бурые, с 3—11 семенами. Семена длиной 4—5 мм, шириной 2 мм, толщиной 1 мм, чёрные, блестящие. Семяножка дважды оборачивающаяся вокруг семени, волнистая, кирпично-малиновая.

## Значение и применение
Красивое парковое дерево, разводимое во всех субтропических странах.
Имеет древесину с тёмной заболонью, исключительной прочности, сходной с тёмным ореховым деревом, служащей для изготовления мебели, лодок, частей музыкальных инструментов, рукояток и прочих поделок. Может быть использована на топливо.
Кора содержит 10—12 % таннидов.

## Систематика

### Таксономия
Вид Акация чёрная входит в род Акация (Acacia) трибы Acacieae подсемейства Мимозовые (Mimosoideae) семейства Бобовые (Fabaceae) порядка Бобовоцветные (Fabales).
|  |                                      |  |                                                             |                                                             |                   |  | ещё 3 семейства (согласно Системе APG II) | ещё 3 семейства (согласно Системе APG II)    |                                              |  |  |  | ещё около 80 родов   | ещё около 80 родов |  |  |
|  |                                      |  |                                                             |                                                             |                   |  | ещё 3 семейства (согласно Системе APG II) | ещё 3 семейства (согласно Системе APG II)    |                                              |  |  |  | ещё около 80 родов   | ещё около 80 родов |  |  |
|  |                                      |  |                                                             | порядок Бобовоцветные                                       |                   |  |                                           |                                              | подсемейство Мимозовые                       |  |  |  |                      | вид Акация чёрная  |  |  |
|  |                                      |  |                                                             | порядок Бобовоцветные                                       |                   |  |                                           |                                              | подсемейство Мимозовые                       |  |  |  |                      | вид Акация чёрная  |  |  |
|  | отдел Цветковые, или Покрытосеменные |  |                                                             |                                                             | семейство Бобовые |  |                                           |                                              | род Акация                                   |  |  |  |                      |                    |  |  |
|  | отдел Цветковые, или Покрытосеменные |  |                                                             |                                                             |                   |  |                                           |                                              |                                              |  |  |  |                      |                    |  |  |
|  |                                      |  | ещё 44 порядка цветковых растений (согласно Системе APG II) | ещё 44 порядка цветковых растений (согласно Системе APG II) |                   |  |                                           | ещё 2 подсемейства (согласно Системе APG II) | ещё 2 подсемейства (согласно Системе APG II) |  |  |  | ещё около 1300 видов |                    |  |  |
|  |                                      |  |                                                             | ещё 44 порядка цветковых растений (согласно Системе APG II) |                   |  |                                           |                                              | ещё 2 подсемейства (согласно Системе APG II) |  |  |  |                      |                    |  |  |